# Konrad Krafft von Dellmensingen
Konrad Krafft von Dellmensingen, född 24 november 1862, död 21 februari 1953, var en tysk militär.
Krafft von Dellmensingen blev officer vid artilleriet 1883, överste 1909, generalmajor 1916, general av artilleriet 1918 och erhöll avsked samma år. Vid första världskrigets utbrott blev Krafft arméstabschef vid 6:e armén, 1915 chef för alpkåren, vilken han med utmärkelse förde under rumänska fälttåget 1916-17. Samma år blev han arméstabschef vid 14:e armén i Italien och 1918 vid 17:e armén på västfronten. Han har bland annat utgett Der Durchbruch am Isonzo (2 band, 1926), Das Bayernbuch vom Weltkriege (2 band, 1930) och Das Oberkommando in den Reichslanden im Sommer 1914 (1931).